# 神姫バス神戸営業所
神姫バス神戸営業所（しんきバス こうべえいぎょうしょ）は、神戸市中央区港島南町にある神姫バスの営業所。所属車両の表記は「神」。
以前の営業所に併設されていた神戸市交通局中央南営業所についても記載する。神戸市バス中央南営業所の所属車両表記は加古川営業所加古川南出張所と同じく（南）（加古川営業所加古川南出張所とは無関係である）。

## 所管路線

### 高速路線
（）内は共同運行相手

#### 四国
- 徳島（徳島バス・阪神バス・山陽バス）
- 高松（四国高速バス・JR四国バス・西日本JRバス）
- 高知（とさでん交通）
- 松山（伊予鉄バス）

#### 中国
- 広島（広交観光）
- 松江・出雲（JRバス中国）

#### 淡路島
- 神戸空港・新神戸駅・神戸三宮 - 津名港・洲本バスセンター（淡路交通・本四海峡バス・西日本JRバス）
  - 種別（■速達・■急行・■快速・■各停タイプの4種別、■■観光アクセスタイプは共同運行会社のみに設定）によって淡路島内停車停留所が異なる[1]。
  - 2023年4月1日から、本四海峡バス・西日本JRバスとも共同運行となり神姫バスは■快速タイプ1往復のみ新神戸駅に乗り入れている。

- 学園都市 - 津名港・洲本バスセンター（明石営業所・淡路交通）
  - 2020年3月31日までは淡路交通と山陽バスが共同運行していたが、4月1日より山陽バス担当便を神姫バスが引き継いだ[2]。
  - ■各停タイプの他に平日朝夕ラッシュ時に■急行タイプ（神戸三宮発着と異なり遠田も通過）もある[1]。

- 神戸空港・神戸三宮 - 洲本IC・陸の港西淡・福良（淡路交通・本四海峡バス）
  - 2023年4月1日から、本四海峡バスとも共同運行となった。
  - 一部便を除き■速達タイプで運行される[1]。

- 神戸空港・神戸三宮 - 伊弉諾神宮・五色BC・高田屋嘉兵衛公園（淡路交通）
  - 淡路島内高速道路上は■各停タイプで運行される[1]。

#### USJ・大阪南港
- 神戸空港 - 神戸三宮 - USJ - 南港ポートタウン  （社営業所・三木営業所・三田営業所）

土日祝日の一部便は神戸空港まで運行される。
2025年4月13日 - 10月13日は南港ポートタウンへの乗り入れを休止する。

#### その他
- 三田営業所が所管する 三宮 - 三田駅、三宮 - 神戸三田プレミアムアウトレット の一部便を担当する。

### 一般路線

#### ポートアイランド線

##### 1系統
- 三宮駅前（神戸阪急前・旧そごう神戸店）- (新港町) - ポートビレッジ西 -  みなとじま駅前 - 神戸商工会議所 - こども病院前(医療センター駅前(IBRI) - 計算科学センター前) - 税関検査センター前 - コンテナターミナル

神戸営業所・西神営業所・社営業所が担当。西神営業所と神戸営業所担当の一部便は一般路線車両、その他は高速路線用の車両で運行される。

##### 2系統
- 三宮駅前（神戸阪急前・旧そごう神戸店）- (新港町) - 神戸女子大学前(ポートビレッジ西) -  みなとじま駅前 - 神戸商工会議所 - (医療センター駅前→) -  中央市民病院 - (←医療センター駅前) - (IKEA神戸前) - (計算科学センター前) - (神戸どうぶつ王国前) - 税関検査センター前 - コンテナターミナル
- 港島南町３丁目 → 医療センター駅前 → 中央市民病院 → 中埠頭 →三宮駅前

神戸営業所・西神営業所・社営業所・三木営業所・大久保出張所が担当。日中はIKEA神戸発着での運行。

##### 3系統
- 神戸商工会議所 - みなとじま駅前 - ポートビレッジ西 - (新港町) - 三宮駅前(地下鉄三宮駅前→新神戸駅前)

神戸営業所・西神営業所・社営業所が担当。朝と夜に運行。

##### その他
- 三宮駅前 - (直通) → 神戸女子大学(正門前) → 医療センター駅前 → 中央市民病院 → 神戸どうぶつ王国前
- 【直通】三宮駅前 - 神戸どうぶつ王国前
- 【直通】三宮駅前 - 神戸女子大学(正門前)
- 元々、神戸交通振興が運行していたが、2008年4月1日から神姫バスが運行。淡路交通から譲渡された車両の他、高速路線用の車両も運用されている。

#### 7系統
- 7：市民福祉交流センター前 - 三宮駅前 - 平野 - 夢野町2 - 湊川公園西口 - 新開地 - 神戸駅前
- 2025年4月1日より共同運行が開始された。
- 詳細は「神戸市バス中央営業所#7系統」を参照。

##### 11系統
- 神戸駅南口 - (ハーバーランド) - (←元町商店街) - 新港町 - イトーピア東 - ポーアイキャンパス - 神戸女子大学前 - ポーアイ住宅前 - パークシティ前 - 神戸商工会議所 - 医療センター駅前(IBRI) - 中央市民病院 
  - 西神営業所の担当。

##### 12系統
- 神戸駅南口 - 新港町 - ポートビレッジ西(イトーピア東 - ポーアイキャンパス - 神戸女子大学前) - みなとじま駅前 - 神戸商工会議所 - 医療センター駅前(IBRI) - 中央市民病院 - (←医療センター駅前 - 港島南町３丁目) 
  - 西神営業所の担当（大久保駅 - 天郷 - 上岩岡 - 西神中央駅とは系統番号が重複している）。

##### 13系統
- 神戸駅南口 - (ハーバーランド→) - 新港町 - ポートビレッジ西(イトーピア東 - ポーアイキャンパス - 神戸女子大学前) - みなとじま駅前 - 神戸商工会議所 - 医療センター駅前(IBRI) - 中央市民病院 - (←医療センター駅前 - 港島南町３丁目) 
  - 西神営業所、明石営業所の担当（明石駅 - 鷹匠町 - 明石陸上競技場前 - 明石市民病院口 - 玉津南公民館前 - 新方 - 西河原 - 高津橋 - 高津橋北 - 今津 - 西建設事務所前 - 二ツ屋東口 - 若宮団地 - 松本南口 - 松本 - 菅野 - 谷口 - 栃木 - 長谷南口 - 櫨谷出張所前 - 櫨谷中央 - 西神中央駅とは系統番号が重複している）。

2015年3月16日より、新たにハーバーランド、イトーピア東を経由し、ポーアイキャンパスから、ポートアイランド内の団地を経由して、中央市民病院に向かう経路で運行を開始した。これまで通過していた、ポーアイキャンパス東にも停車している。朝8時台の便及び、夕方の中央市民病院を循環する便の復路は、ハーバーランドを通過する。
ポーアイキャンパスまでは、ポーアイキャンパス線の定期券または、回数券が利用できる。

#### 18系統
- 18：JR六甲道 - 阪急六甲 - 摩耶ケーブル下 - 布引 - 地下鉄三宮駅前←三宮駅ターミナル前
- 2025年4月1日より共同運行が開始された。
- 詳細は「神戸市バス中央営業所#18系統」を参照。

#### 29系統
- 29：三宮駅ターミナル前 - 税関前 - 摩耶埠頭 - 日赤病院前 - 三宮駅ターミナル前
- 2025年4月1日より共同運行が開始された。
- 詳細は「神戸市バス中央営業所#29系統」を参照。

#### 101系統
- 101：三宮駅ターミナル前→若菜通5→筒井町3→HAT神戸→脇の浜住宅西→三宮駅ターミナル前
- 101：三宮駅ターミナル前→新生田川→脇の浜住宅西→HAT神戸→阪急春日野道→三宮駅ターミナル前
- 2025年4月1日より共同運行が開始された。
- 詳細は「神戸市バス中央営業所#101系統」を参照。

##### 2015年3月13日まで運行していた路線
- 三ノ宮駅（そごう神戸店前） - パークシティ前 - 中央市民病院　※1日1本のみ
- ポートビレッジ西 - 医療センター駅前(IBRI) - 中央市民病院
- 神戸駅南口 - ポーアイキャンパス - みなとじま駅前 - 医療センター駅前(IBRI) - 中央市民病院
- 神戸駅南口 - ポーアイキャンパス - みなとじま駅前 - パークシティ前 - 中央市民病院 ※1日1本のみ

2014年3月17日から運行を開始したが、停留所への掲示以外で特に告知されず、神姫バス公式サイトや神戸学院大学公式サイトにて、時刻が掲載されている程度であった。当初は、ポーアイキャンパスまでは、ポーアイキャンパス東を通過することを除き、経路は同一だが、ポーアイキャンパスからポートビレッジ西へ向かい、他の社会実験バスと同じく、医療センター駅前を経由して、中央市民病院へ向かっていた。
ポーアイキャンパスまでは、ポーアイキャンパス東を通過することを除き、経路は同一だが、ポーアイキャンパスからポートビレッジ西へ向かい、他の社会実験バスと同じく、中央市民病院へ向かう。

#### ポーアイ循環線
神戸営業所、西神営業所の運行。一般路線用車両が使用される。
- パークシティ前 ‐ ポーアイ住宅前 ‐ 新港町 ‐ 京町筋 ‐ 三宮駅前(神戸阪急前) - ポーアイキャンパス - パークシティ前 ‐ ポーアイ住宅前（午前）
- ポーアイ住宅前 ‐ パークシティ前 ‐ ポーアイキャンパス - 三宮駅前(神戸阪急前) - 京町筋 - 新港町 - ポーアイ住宅前 ‐ パークシティ前（午後）

キャンパスの利用者に合わせ、午前と午後でルートが異なる（逆回りとなる）。いずれも所要時間は1周約40分である。

#### ポーアイキャンパス線
- 三宮駅前（神戸阪急前） - ポーアイキャンパス東 - ポーアイキャンパス

神戸営業所、三田営業所、三木営業所、社営業所、明石営業所、大久保出張所、西神営業所が担当。西神営業所と神戸営業所担当のごく一部の便を除き、高速路線用の車両で運行される。高速路線用の車両で運行される場合、補助席含め満席になった場合には、乗車を断られる場合がある。明石営業所・大久保出張所が担当する一部便は、明石・大久保方面への高速バス（神戸西快速線）の一部区間として運行される。
ポートアイランドへの大学開設に伴い、2007年4月1日より運行を開始した路線である。神戸学院大学、兵庫医療大学への通学路線となっており、ポートライナーの混雑緩和の役割も果たす。路線の性質上、大学の講義時間に合わせて運行されているため、平日（休校日除く）以外の運行本数はかなり少ないが、祝日に授業がある場合は、臨時ダイヤで運行される。（その際は、停留所及び神戸学院大学公式サイトにて案内される。）神戸マラソン開催日は、三ノ宮駅の乗り場が中央区役所前に変更および一部便が運休する。
運賃は、定期運賃も含め、ポートライナーと同額となっており、神戸学院大学側が一律4割を負担している。学生の場合、講義または、課外活動の場合、予め申請しておくことで割引が受けられる。
三ノ宮駅行の方向幕は、神姫バスLED車（幕式車は、「三 ノ 宮と表示」）・神戸交通振興共に「三 宮」と表示されている。
三ノ宮駅系統の三ノ宮駅～税関前交差点間は、三ノ宮駅発とポーアイキャンパス発で経路が異なる。三ノ宮駅発は、三ノ宮駅発車後すぐ、三宮交差点を左折し、フラワーロードを南下するが、ポーアイキャンパス発は、税関前交差点を右折し、国道2号を北上する。
ちなみに、三ノ宮駅系統も神戸駅南口系統も日本一短い国道である国道174号を経由する。
専用割引回数券と上記と同じく紙式定期券であり、回数券と定期券では三ノ宮駅発と神戸駅南口発の両方の路線が利用できるようになっている。
2014年の消費税増税により、運賃値上げを実施したが、回数券は240円券とそのままで、値上げ後も差額なしで利用が可能。
かつては先払い式で、NicoPa、PiTaPaの利用ができなかったが、2012年4月1日より可能となった。
2018年3月30日までは神戸交通振興との共同運行であったが、4月以降同社は撤退し、神姫バスの単独運行となっている。
- 神戸学院大学KAC(有瀬キャンパス) - 神戸学院大学KPC(ポーアイキャンパス)

明石営業所、大久保出張所が担当。高速路線用の車両で運行される（稀に、淡路交通から譲渡されたシートベルト付き車両による代走の場合あり）。
神戸学院大学の両キャンパス間を結ぶ路線であり、2007年4月1日に新設された。神戸学院大学関係者を対象にしているが、一般利用も可能である。ポーアイキャンパスから神戸大橋を渡り、神戸税関を横切り、阪神高速3号神戸線京橋出入口より、高速道路を走行し、第二神明道路大蔵谷ICにて右折、直進し、明石駅・伊川谷駅方面乗り場の横にある、転回場所にて客扱いを行う。出発時刻ごとに最大運行台数が定められており、15人以上の乗車を予定している場合は、乗車日の1週間前までに神戸学院大学の学生支援事務室に申請が必要。
専用割引回数券があり、上記と違い開設当初からNicoPa、PiTaPaが利用可能で、他の神姫バス路線と同じくNicoPa定期となっている。

#### 神戸空港線
- 新神戸駅 - 地下鉄三宮駅前 - 北埠頭 - 中埠頭 - 港湾短大前 - 神戸空港

神戸営業所、三田営業所、明石営業所、大久保出張所、三木営業所、西神営業所、社営業所が担当。下り（神戸空港行）は早朝から午後にかけて、上り（新神戸行）は主に午後から夜の時間帯に運行される。

#### Port Loop(ポートループ)

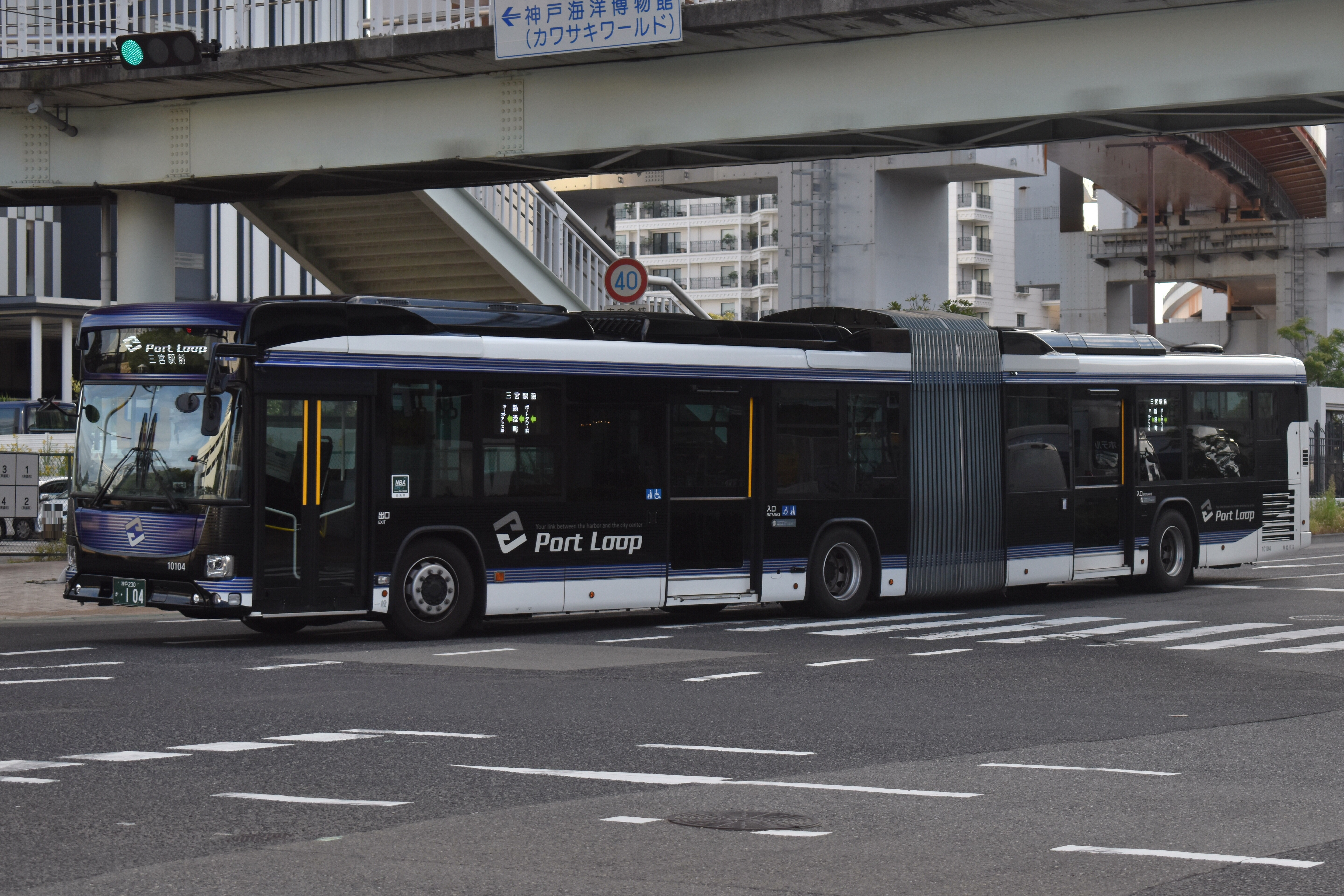
Port Loopの連節バス

- 新神戸駅 - 三宮駅前（神戸阪急前）- 市役所・東遊園地前  - KIITO前 - アリーナ前 - 新港町 - メリケンパーク - かもめりあ - ハーバーランド - 神戸駅南口 - ポートタワー前 - 新港町 - アリーナ前 - KIITO前 - 三宮センター街東口 - 新神戸駅

2021年4月1日より運行を開始。車両は日野ブルーリボンハイブリッド連節バスを導入しているが、稀に通常のノンステップバスも使用されることがある。上記のバス停以外には無停車となっている。

#### 新港町三宮循環
- 三宮駅前(JR高架下市バス29系統乗り場) → 税関前 → アリーナ前 → 新港町 → 神戸市立博物館前 → 京町筋 → 三宮駅前

2021年4月1日より運行を開始。神戸市バスとの共同運行で三宮から新港町、京町筋を経て三宮に戻ってくる一方向循環。ただし、三宮駅前・新港町を跨いだ乗車はできない。
2024年10月1日改正で、神姫バス神戸営業所担当分は運行取りやめとなった（市バス担当分は継続）
2025年4月1日より、神戸ポートオアシス前バス停を廃止し、税関前・アリーナ前の各バス停の停車に変更される。

#### 新港町シャトル
- 三宮駅前 - アリーナ前 - 新港町

2025年4月1日より運行を開始。平日のみ運行する。三田営業所・三木営業所・西神営業所・明石営業所・社営業所との共同運行。
- ポートタワー前 → 新港町 → アリーナ前 → 阪神三宮東口

土休日の夜に運行。大久保出張所の担当。
2025年4月1日からはポートタワー前始発に変更された。
- ポートタワー前 → 新港町 → アリーナ前 → 三宮駅前

2025年4月1日から平日・土休日の夜に運行。社営業所の担当。

#### アリーナシャトル
- 三宮駅前 - ジーライオンアリーナ神戸
- ジーライオンアリーナ神戸 → 三宮センター街東口（臨時便のみ）

三田営業所・三木営業所・西神営業所・明石営業所・社営業所の担当。2025年4月より運行を開始（予定）。
土休日およびアリーナでのイベント開催時に運行する。イベント開催時は増発運行を実施し、「Port Loop」用の連節バスが使用される場合がある。

#### シティー・ループ
- 通常便

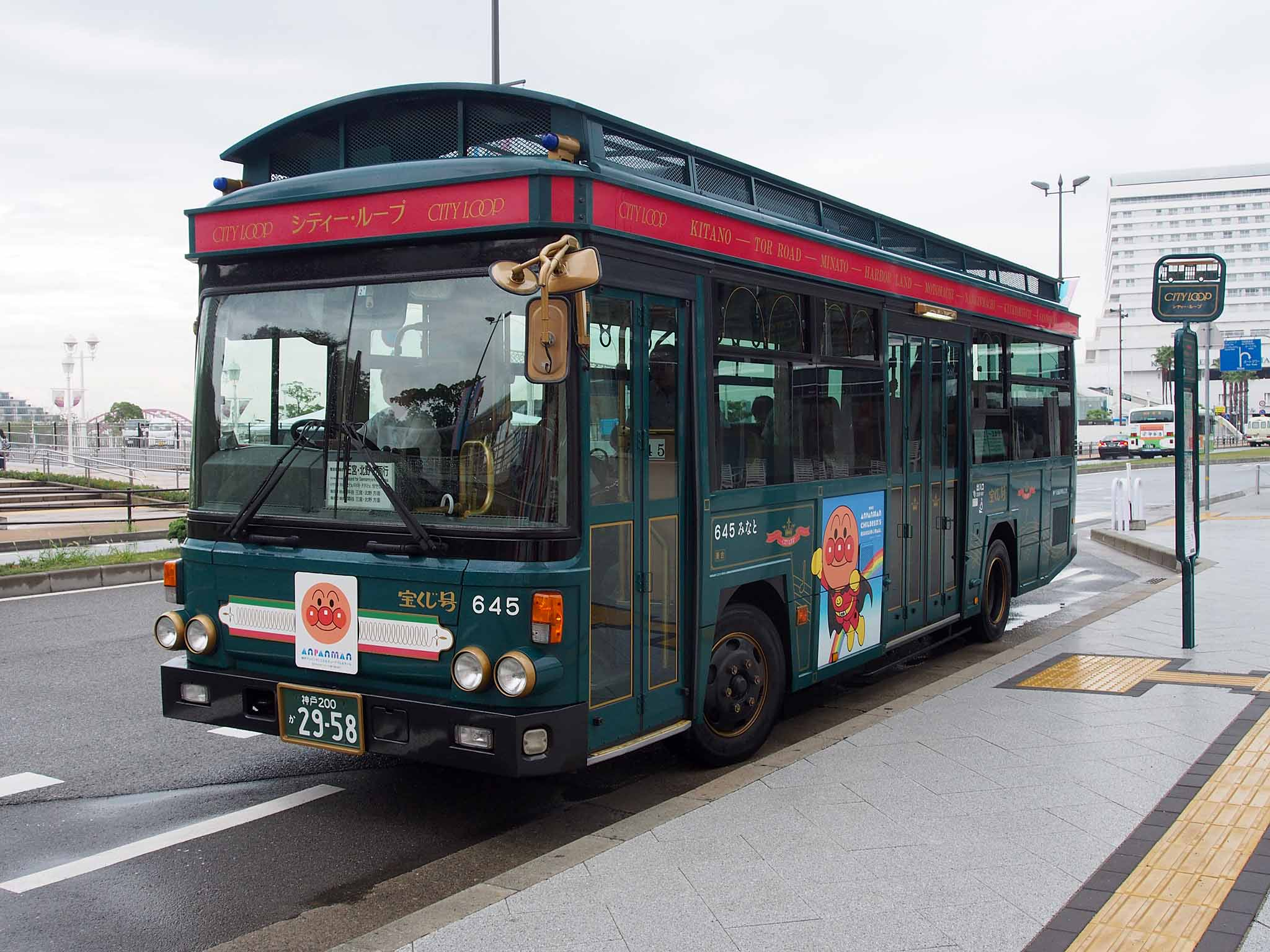
シティー・ループの車両

  - 1 かもめりあ - 2 ハーバーランド（モザイク前） - 3 みなと元町駅 - 4 南京町（中華街） - 5 旧居留地（市立博物館） - 18 京町筋 - 6 三宮センター街東口 - 7 地下鉄三宮駅前（北行） - 8 北野工房のまち（トアロード） - 9 北野坂 - 10 北野異人館 - 11 神戸布引ハーブ園/ロープウェイ - 12 新神戸駅 - 13 地下鉄三宮駅前（南行） - 14 市役所前 - 15 元町商店街（南京町前） - 16 メリケンパーク - 17 ポートタワー前
    - 北野工房のまち（トアロード）は通過あり
- 朝の一部便
  - 50 神戸空港 - 51 ポートピアホテル - 6 三宮センター街東口 - (ここから通常便)
- 夜の一部便
  - （ここまで通常便） - 7 地下鉄三宮駅前（北行） - 51 ポートピアホテル - 50 神戸空港

2022年4月1日に神戸交通振興より引き継がれて運行を開始した。車両は神戸交通振興の時と同じ車両。料金は均一の大人300円、子供150円（2024年10月1日改定）。

#### 山手線
- 南京町東口 - 三宮センター街東口 - 地下鉄県庁前 - 湊川公園東口 - 新開地 - 神戸駅前

2022年4月1日に神戸交通振興より引き継がれて運行を開始した。車両は神戸交通振興の時と同じ車両。但し交通系ICカードの社名表記は「神戸市バス」のままで、乗車券の取り扱いは神戸市バスと同じ扱いでNicopaの利用は不可だが、Nicopa定期券は提示での利用となる（新港町系統及び落合営業所・西神営業所の神姫バスと神戸市バスとの共同運行区間も同様）。料金は市バスと同じ。
車内放送は、社名の部分を「神姫バス」に変更した程度で、神戸交通振興時代とほとんど変わっていない。
2024年4月1日のダイヤ改正により、南京町東口まで延伸された。
運行本数は1日9往復であるが、南京町東口 - 三宮センター街東口間は5往復となっている。
2025年4月1日改正で 三宮センター街東口発着便が1往復減便された。

## 使用車両

### 高速路線
- 三菱ふそう・エアロバス
- 三菱ふそう・エアロエース
- 日野・セレガ

高速路線の主力は長らく三菱ふそう・エアロバスであった。2007年にエアロバスがフルモデルチェンジしてエアロエースとして発売されて以降置き換えが進み、現在エアロバスは数台を残すのみとなっている。置き換え対象の旧型車は三田・三木・明石などの各営業所のほかウエスト神姫にも転属された。四国・中国などの長距離路線用には3列シート車も導入されている。昼行路線用に3列シート車が導入されているのは、神姫バスでは本営業所のみである。
2016年より日野・セレガが中距離路線用として1-2台/年ずつ導入されている。

### 一般路線
- 三菱ふそう・エアロスター
- 日野・ブルーリボン
- いすゞ・エルガ
- 日野・ブルーリボンハイブリッド連節バス

約10台所属している。近年では約2台/年のペースで新車導入が進んでおり、路線増強もあってやや増車傾向である。

## 車庫・関連施設
- 神戸車庫　　神戸市中央区港島南町7丁目1番30・31

ポートアイランドの南端（神戸空港連絡橋付近）に新しい営業所を建設する予定であることが2020年4月8日に発表され、建設が進められていたが、2021年6月1日より運用を開始した。給油・洗車・検車設備を備えた神戸営業所の主たる車庫であり、神戸営業所所属の車両は基本的にこの車庫が拠点となっている。また共同運行先である淡路交通もこちらに回送されている。
- ポーアイ車庫　　神戸市中央区港島4丁目6-3

以前は神戸営業所の主たる車庫であったが、上記新車庫の供用開始に伴い、専ら神戸市交通局中央南営業所として運用されている。給油・洗車・検車設備がある。
- ポーアイ第2車庫　　神戸市中央区港島4丁目5

神戸営業所は所属車両の回送・待機、給油、整備のみならず、高速路線の共同運行相手の回送場所でもあり、さらには三田・三木・山崎・明石方面からの特急・急行・快速バスのうち昼間神戸に滞在する車両の回送場所ともなる。以前はポーアイ第2・第3車庫、神姫観光バス神戸営業所などに分散して回送されていたが、上記新車庫の供用開始でポーアイ車庫・第2車庫留め置きの神戸営業所車両が移転したため、現在ではポーアイ第2車庫がこれら車両の回送場所となっている。
- 神姫バス 神戸三宮バスターミナル

過去に神戸営業所が所在した。バースの一部を留置場として使用していたが、増便のため乗り場が拡充されて以降は車庫に回送される車両が増加している。
- 神姫観光バス 神戸営業所　　神戸市中央区港島3丁目8-1

過去に明石営業所、大久保出張所、西神営業所、山崎営業所などの一部車両が回送されていた。
- 脇浜車庫（閉鎖）
- ポーアイ第3車庫（供用終了）

## 神戸市交通局中央南営業所
神戸市交通局中央南営業所（こうべしこうつうきょくちゅうおうみなみえいぎょうしょ）は、2018年8月1日に開設された神戸市バスの営業所で、運行はすべて神姫バスに委託している。

### 2系統
2018年8月1日より運行が開始された。中央南営業所での運行開始に伴い石屋川営業所での運行を終了したが、2024年4月1日に復活している。

### 7系統
2025年4月1日より運行が開始された。同時に神姫バス神戸営業所も共同運行に加わっている。

### 18系統
2024年4月1日より運行開始。2025年4月1日より神姫バス神戸営業所も共同運行に加わっている。

### 66系統
2024年4月1日より運行開始。

### 車両
2024年6月現在は、大型ノンステップバスのみの在籍となっており、いすゞ自動車製、日野自動車製、三菱ふそうトラック・バス製、日産ディーゼル
製の４メーカーが揃っている。開設当初以来、他営業所からの転属車のみとなっていたが、2024年6月に当営業所において初めて新車が直接導入された（いすゞ・エルガ）。直接導入された新車の局番については、300 - 500番台が割り振られている。